# Vivir para vivir
Vivir para vivir (en francés, Vivre pour vivre) es una película francesa de 1967 dirigida por Claude Lelouch y protagonizada por Yves Montand, Candice Bergen y Annie Girardot. La película ganó el Globo de Oro a la mejor película en lengua no inglesa y fue nominada al Óscar a la mejor película de habla no inglesa. La película tuvo un total de 2,936,035 espectadores por lo que fue la séptima película más vista del año.

## Argumento
Robert Colomb (Yves Montand) es un famoso presentador de noticias de televisión, casado con Catherine (Annie Girardot), pero le es continuamente infiel. Luego se queda fascinado por Candice (Candice Bergen). La lleva a una asignación a Kenia y a Ámsterdam. Luego es asignado a Vietnam y le dice a Candice que su aventura ha terminado. Descubre que es más que aceptado por ella, ya que está cansada de él. Al regresar de una prisión vietnamita, decide regresar con Catherine, pero descubre que ella ha hecho una nueva vida.

## Reparto
- Yves Montand como Robert Colomb
- Candice Bergen como Candice
- Annie Girardot como Catherine Colomb
- Irène Tunc como Mireille
- Anouk Ferjac como Jacqueline
- Uta Taeger como Lucie / Maid
- Jean Collomb como Waiter
- Michel Parbot como Michel
- Amidou como Fotógrafo
- Jacques Portet como Amigos de Candice / Fotógrafo